# Arsinoe IV
Arsinoë IV (Grekiska: Ἀρσινόη), född cirka 68 eller 63, död 41 f.Kr., var drottning och medregent i ptolemeiska riket i samregering med sin bror, kung Ptolemaios XIII, mellan 48 och 47 f.Kr. Hon var den tredje eller fjärde dottern till Ptolemaios XII, och halvsyster till Kleopatra VII.

## Biografi
Arsinoë var dotter till Ptolemaios XII, men hennes mor är okänd. Hon betraktas vanligen som halvsyster till Kleopatra VII, och helsyster till sina yngre bröder, Ptolemaios XIII och Ptolemaios XIV. Hennes födelseår är obekräftat, utöver att hon föddes efter sin äldre syster Kleopatra VII, som föddes år 69, och före sin yngre bror Ptolemaios XIII, som föddes 62 f.Kr. Hennes handlande under kriget mot Caesar 48-47, då hon och inte hennes bror beskrivs som den ledande figuren och Caesar var mer angelägen att tillfångata henne än hennes bror, anses tyda på att hon var närmare tjugo än femton år 48. 
År 51 avled hennes far och efterträddes av hennes syskon Ptolemaios XIII och Kleopatra VII som gifte sig och besteg tronen i samregering. Arsinoë kan givit sitt stöd till den sammansvärjning som avsatte Kleopatra VII år 50.  

### Upproret 48
I september 48 ingrep romerska trupper under Julius Caesar och återuppsatte Kleopatra som Ptolemaios XIII:s medregent. I samband med detta tydliggjordes Egyptens status som romersk klientstat. Caesar återställde Cypern, som erövrats av Rom, i egyptisk ägo, och Arsinoë och hennes yngre bror Ptolemaios XIV utropades till kung och drottning av Cypern.  
I december 48 rymde Arsinoë från kungliga palatset med sin rådgivare Ganymedes, tog kontrollen över den del av armén som stod i opposition till Kleopatra och ledde den i ett uppror mot Kleopatras och Caesars styrkor. Hon åtföljdes av sin fjortonåriga bror Ptolemaios XIII, som gav henne sitt stöd, och utropade sig till sin brors medregent under namnet Arsinoë IV. Hennes armé hade framgång under belägringen av Alexandria. Så småningom anlände dock romerska styrkor till Caesars hjälp. Hon besegrades i januari år 47 i slaget vid Nilen. Ptolemaios XIII hittades dränkt i Nilen efter slaget, medan Arsinoë tillfångatogs. 

### Senare liv och död
Eftersom Egypten hade blivit en romersk klientstat, uppfattades upproret som ett uppror mot Rom. Arsinoë fick som romersk krigsfånge delta i Caesars triumftåg i Rom år 46, inför sin syster Kleopatras ögon. Hon väckte en sådan allmän sympati att Caesar såg sig tvungen att benåda henne i stället för att avrätta henne för den allmänna opinionens skull. Normalt brukade krigsfångar av hennes kategori avrättas efter triumftåget, men de kunde benådas av politiska skäl, och Caesar benådade vid samma tillfälle även Juba II, som även han hade vunnit publikens sympati. 
Arsinoë begärde asyl i Artemistemplet i Efesos i romerska Mindre Asien, vilket Caesar beviljade. Hon levde i Efesos i flera år, där hon levde i skydd av templets asyl. Hennes syster Kleopatra uppfattade henne som ett hot och misstänkte henne för att underhålla kontakter med den politiska oppositionen. År 41 bad Kleopatra Marcus Antonius att låta döda Arsinoë, och hon blev sedan dödad på tempeltrappan. Hennes död uppfattades som ett skamligt brott mot tempelasylen.

## Grav
År 2009 lade en dokumentär från BBC fram hypotesen att Kleopatra var delvis nordafrikan. Hypotesen kom från en undersökning av ett skelett av en kvinna återfunnen i Efesos som påstods vara Kleopatras syster Arsinoe IV, och vars skelett påstods vara nordafrikanskt. Denna hypotes tillbakavisades dock av experter som påpekade att det inte fanns någonting som tydde på att kvarlevorna tillhörde Arsinoe IV; att det var omöjligt att identifiera ett skelett som tillhörigt en viss etnicitet; att skelettet tillhörde en flicka som var mycket yngre än Arsinoe hade varit vid sin död; och att Kleopatra och Arsinoe möjligen var halvsyskon med olika mödrar, vilket skulle innebära att kvarlevorna inte hade sagt något om Kleopatras mors etnicitet även om de faktiskt hade varit Arsinoe. Denna fråga kom att spela en roll inom Cleopatra race controversy.